# ゼロガンナー2
『ゼロガンナー2』（ZERO GUNNER 2）は、彩京が開発・2001年に発売した、業務用シューティングゲーム。後にドリームキャスト、Nintendo Switch、Steam、PlayStation 4、Xbox Oneにも移植された(Nintendo Switch、Steam、PlayStation 4、Xbox Oneでは『ゼロガンナー2-(マイナス)』の名義で配信、販売されている)。

## 概要
プレイヤーはコマンチ、アパッチ、ホーカムの3種類の戦闘ヘリコプターから自機として1機を選択し、全7面×2周のステージを戦い抜く。2周目は敵破壊時に返し弾が撃ち出される。2人同時プレイが可能。
横画面の全方位スクロールシューティングゲームで、視点は縦スクロールシューティングゲームの様な
真上からの見下ろし式。自機は全てヘリコプターとなっており、射撃方向を360度変更可能になっている。
ドリームキャスト版はリプレイが記録可能。プレイヤーのゲーム1周クリア達成で、開発者のノーミス2周ALLクリアリプレイが出現する。
2019年にはMobirixからスマートフォン版（ゼロガンナー2クラシック）が配信。
Nintendo Switch、Steam、PlayStation 4、Xbox Oneの『ゼロガンナー2-』(マイナス)はリビルド版として移植。2周目がなく1周エンドであり、画面サイズの変更（フルHD比率）以外にも難易度の易化や、画面サイズ変更の影響に由来しない敵の配置の変更など様々な差異がある。

## システム
8方向レバー・2ボタンで操作。ボタンは、一方がショットボタン、もう一方がターンマーカーボタンである。
ショット攻撃
ショットボタンで自機のショットを発射。自機の種類によって異なるサブショットも同時に発射する。パワーアップアイテムにより2段階まで強化可能。
アイテム誘導
ボタンを放している間は、アイテムを吸い寄せる。アイテムの誘導はショットボタンを押すことで停止し、アイテムはその状態での移動ベクトルで直進する。単純なボタン離し - 全回収のステップを踏むことはできないため、アイテムの移動方向を自機へ直進するように誘導し手動で回収することが主体となる。
旋回（発射角度調整）
ターンマーカーボタンで自機の方向を360度、任意の方向に旋回する。ボタンを押している間、自機の旋回中心点が自機前方に表示され、その点を中心に自機をレバーで旋回させる。なお、ボタンを連打してから押し続けると、回数に応じてその中心点は遠ざかり、細かい角度で自機を任意の方向へ振り向けられる。
オプションアタック
ショット・ターンマーカーボタンを同時押しすることで、自機の種類に応じたオプションアタックを放つ。オプションアタックはエネルギーアイテムによって溜まるゲージストックを消費して発動する。オプションアタックのストックは初期値は2つで、最大6つまで保持可能。ストックは自機を失うことで初期値にリセットされる。
敵や地形との接触判定
自機は、敵機に接触した際、耐久値の低い敵機ならば破壊可能。それ以外はダメージを与える代わりに弾かれて一定時間行動不能になる。地形との接触についても弾かれるのみで済むが、地形に挟まれ画面外に押し出されるとミスとなる。

## 自機
自機はサブウェポン、オプションアタックが異なり、メインショットも少し仕様が異なる。
コマンチ（青）
- サブウェポン：バーティクルレーザー

正面方向にあらゆる敵機を貫通するレーザーを放つ。発射後もレーザーはある程度持続し、旋回することで周囲を薙ぎ払える。パワーアップするとレーザーの本数が2本から4本になる。メインショットは最も幅が狭い。
- オプションアタック：アイアンペッカー

発動場所から一定時間攻撃し続ける自由設置型で、連続して1機ずつ配置が可能。ゲージの溜まりが速い。
アパッチ（緑）
- サブウェポン：ハイパーアロー

射出後に急加速する、威力も高い直進ミサイルを発射する。着弾点で爆発しさらにダメージを与える。メインショットは幅は中間で、矢状に束ねて放たれる。
- オプションアタック：キラーエイプ

6機のオプションが扇状に射出され、敵を追尾しながら特攻する。威力は高いが、ゲージの溜まりは遅い。
ホーカム（黄色）
- サブウェポン：リトルハウンド

誘導性能が高いホーミングミサイルを発射。メインショットは3本並列発射となっており最も幅広い。
- オプションアタック：ハウンドクラスター

自機の動きや発射角度を模倣するオプションを3機呼ぶ。攻撃は自機の射撃と連動し、100発撃つと消える（残り弾数はストック上部に表示）。

## 面構成
全般を通じて中ボス後、ロボットに変形するボスターゲットと戦闘の流れをくむ。
1 - 4面の順番は以下からランダムに選ばれる。後半に選ばれるほど敵の攻撃が激化していく。
1 - 4面
- Submergence City・水没都市
- Marine Base・海上基地
- Sea Of Cloud・雲海
- Alpine Armored Train・山岳列車

5面
- Asian Slum・アジアンスラム

6面
- Orbital Elevator・軌道エレベーター

7面
- Aerial Capital・敵本拠地（空中要塞）

## 備考
ザコをしばらく泳がせてから倒すと、時間に応じて出現するエネルギーアイテムの数が多くなる。